# Scamboneura vittifrons
Scamboneura vittifrons är en tvåvingeart som först beskrevs av Walker 1860.  Scamboneura vittifrons ingår i släktet Scamboneura och familjen storharkrankar. Inga underarter finns listade i Catalogue of Life.